# Pocinhos (ort)
Pocinhos är en ort i Brasilien.   Den ligger i kommunen Pocinhos och delstaten Paraíba, i den östra delen av landet, 1 600 km nordost om huvudstaden Brasília. Pocinhos ligger 633 meter över havet och antalet invånare är 7 803.
Terrängen runt Pocinhos är platt. Runt Pocinhos är det ganska glesbefolkat, med 34 invånare per kvadratkilometer.. Pocinhos är det största samhället i trakten.
Omgivningarna runt Pocinhos är huvudsakligen savann.